# Stenoonops phonetus
Stenoonops phonetus là một loài nhện trong họ Oonopidae.
Loài này thuộc chi Stenoonops. Stenoonops phonetus được Arthur M. Chickering miêu tả năm 1969.